# Francia en los Juegos Paralímpicos de Nagano 1998
Francia estuvo representada en los Juegos Paralímpicos de Nagano 1998 por un total de 25 deportistas, 21 hombres y cuatro mujeres.

## Medallistas
El equipo paralímpico francés obtuvo las siguientes medallas:
| Nombre                                            | Deporte        | Evento                              |
| ------------------------------------------------- | -------------- | ----------------------------------- |
| Oro                                               |                |                                     |
| André Favre                                       | Biatlón        | 7,5 km LW2,3,4,5/7,9 masculino      |
| Alexandre Brunet                                  | Biatlón        | 7,5 km LW10 masculino               |
| André Favre                                       | Esquí de fondo | 5 km LW3/4/9 masculino              |
| André Favre                                       | Esquí de fondo | 15 km LW2/3/4/9 masculino           |
| Alexandre Brunet                                  | Esquí de fondo | 10 km silla de esquí LW10 masculino |
| Plata                                             |                |                                     |
| Anne Floriet                                      | Biatlón        | 7,5 km LW2-4,6/8,9 femenino         |
| Emmanuel Lacroix                                  | Biatlón        | 7,5 km LW6/8 masculino              |
| Pascale Casanova                                  | Esquí alpino   | Eslalon B2 femenino                 |
| Pascale Casanova                                  | Esquí alpino   | Eslalon gigante B2 femenino         |
| Pascale Casanova                                  | Esquí alpino   | Supergigante B2 femenino            |
| Jean-Noël Arbez                                   | Esquí alpino   | Eslalon B1,3 masculino              |
| Jean-Noël Arbez                                   | Esquí alpino   | Supergigante B1,3 masculino         |
| Raynald Riu                                       | Esquí alpino   | Descenso LW11 masculino             |
| Alexandre Brunet                                  | Esquí de fondo | 5 km silla de esquí LW10 masculino  |
| Bronce                                            |                |                                     |
| Didier Riedlinger                                 | Biatlón        | 7,5 km LW11 masculino               |
| Pascale Casanova                                  | Esquí alpino   | Descenso B2 femenino                |
| Jean-Noël Arbez                                   | Esquí alpino   | Eslalon gigante B1,3 masculino      |
| Gilles Place                                      | Esquí alpino   | Eslalon gigante LW9 masculino       |
| Raynald Riu                                       | Esquí alpino   | Supergigante LW11 masculino         |
| Elie Zampin                                       | Esquí de fondo | 15 km B3 masculino                  |
| Emmanuel Lacroix                                  | Esquí de fondo | 15 km LW5/7,6/8 masculino           |
| Omar Bouyoucef Alexandre Brunet Didier Riedlinger | Esquí de fondo | 3 × 2,5 km LW10-12 masculino        |